# 威尔士边区
威尔士边区（英語：Welsh Marches）是英国英格兰与威尔士边界附近的一个界定不甚明确的区域。该术语的具体含义在不同历史时期有所变化。
英语术语“Welsh March”（中世纪拉丁语为“Marchia Walliae”）最初在中世纪用来指代英格兰王国与威尔士公国之间的边境地区，在那里边境领主拥有特定的权利，并在某种程度上独立于英格兰国王行使这些权利。在现代用法中，“the Marches”通常用来描述那些位于威尔士边境的英格兰郡，尤其是什罗普郡和赫里福德郡，有时也包括邻近的威尔士地区。然而，在某一时期，边境地区曾包括柴郡、什罗普郡、赫里福德郡、伍斯特郡和格洛斯特郡这几个历史郡的全部范围。